# تريانتييكا
تريانتييكا (باليونانية: Τριανταίικα)‏ هي مدينة في اليونان. وهي تقع في محافظة أيتوليا كي أكارنانيا في منطقة غرب اليونان، في الجزء الأوسط من البلاد، على بعد 220 كم غرب العاصمة أثينا . ترافع المدينة 122 متر فوق مستوى سطح البحر ويبلغ عدد سكانها حوالي 1,484 نسمة.